# Honda Crosstour
Honda Crosstour (яп. ホンダ・クロスツアー, Хонда Кросстур) — полноразмерный кроссовер, выпускавшийся компанией Honda. Продажи автомобиля начались в ноябре 2009 года в качестве 2010 модельного года, и на 2015 модельном году из-за низких продаж его выпуск был окончен. Автомобиль изначально продавался и был известен под названием Accord Crosstour. Наряду с Honda Element, который выпускался до 2011 года, автомобили Кросстур являлись младшим компаньоном кроссоверам HR-V 2016 модельного года.

## Описание модели
Кросстур в линейке SUV внедорожников Honda занял место ниже Pilot, будучи меньше его по габаритам. Кросстур был длиннее, но имел два ряда сидений по сравнению с тремя у Pilot, и имел приблизительно на 4,6 м² меньше внутреннего пространства.

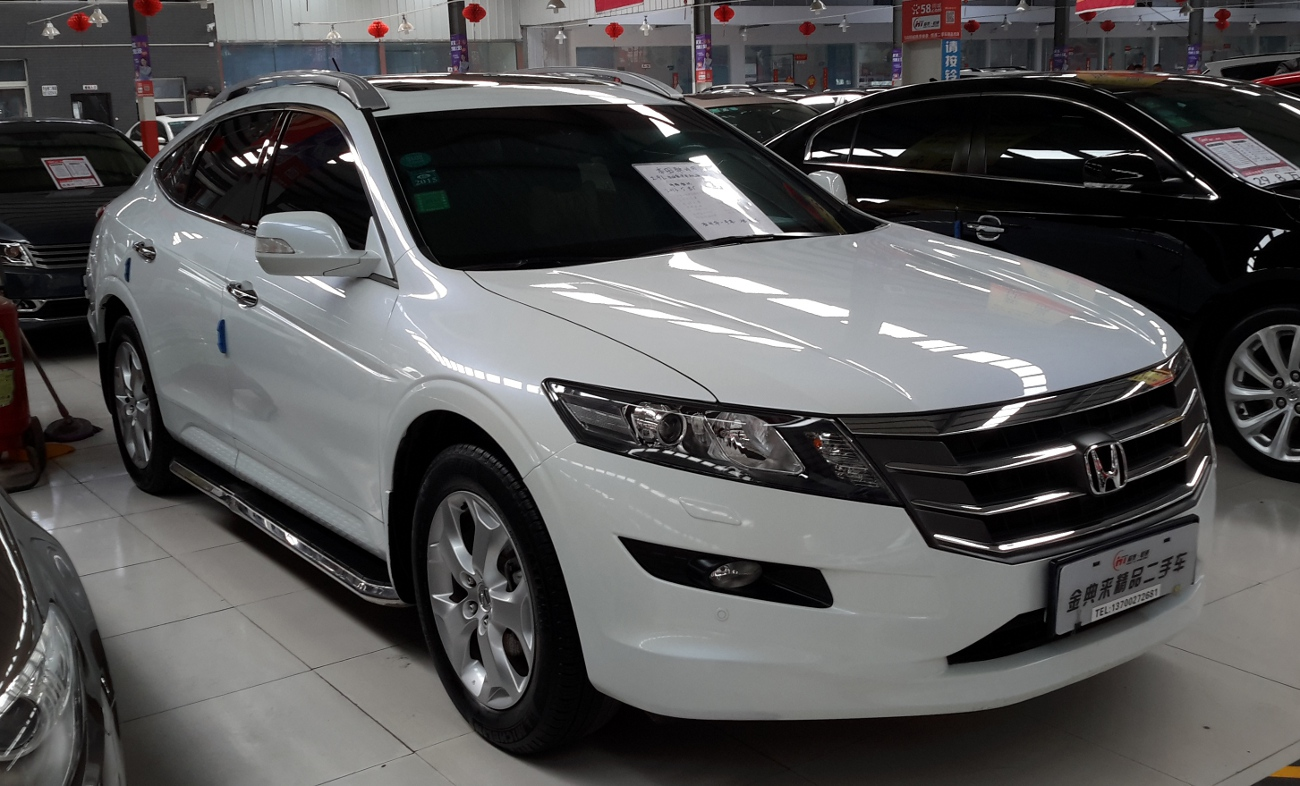
Honda Crosstour (2015, Китай)

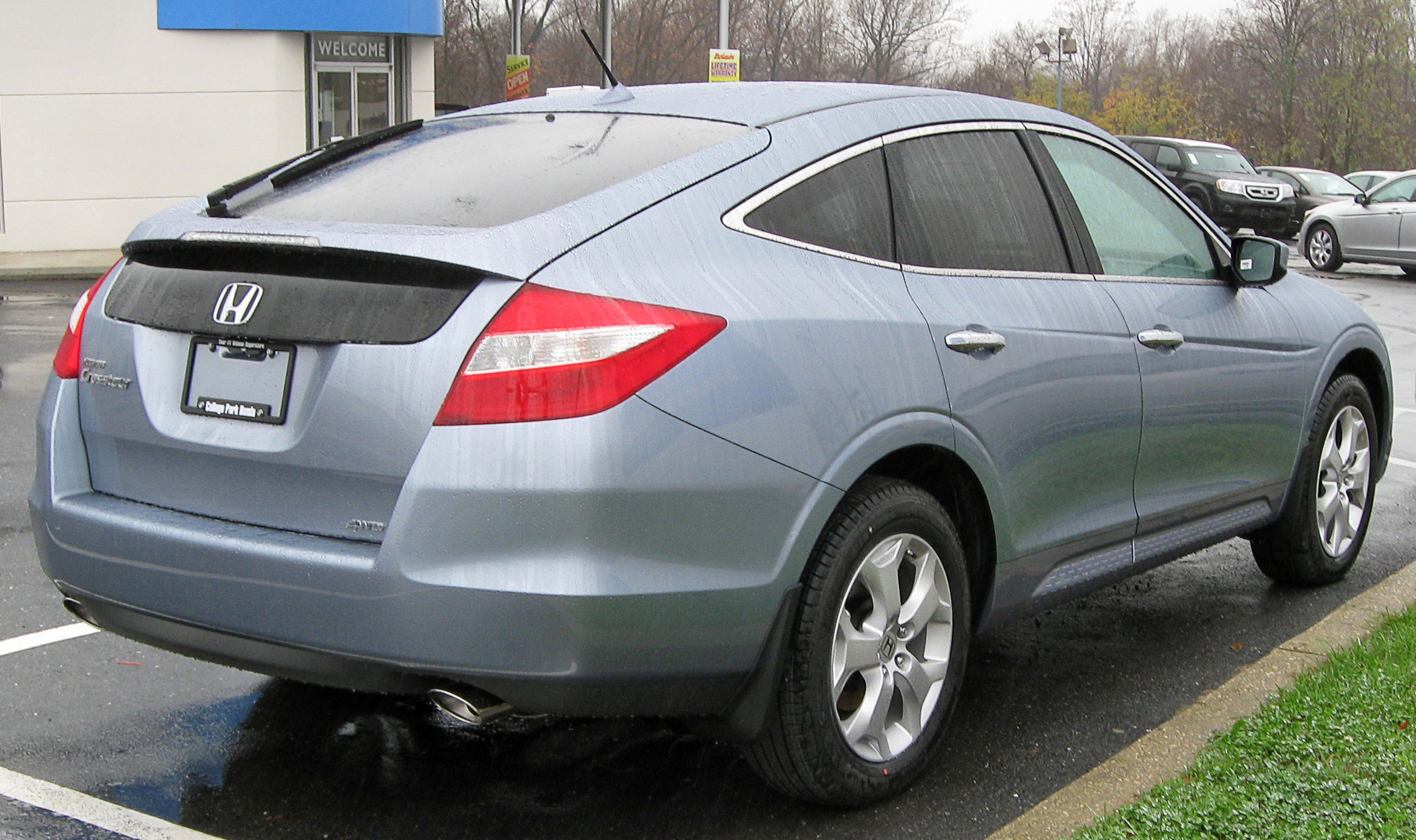
Honda Accord Crosstour (2009, США)

Кросстур являлся вариантом автомобиля Accord в кузове хетчбэк/универсал и строится на той же самой платформе. Автомобиль оснащался 3,5-литровым двигателем V6 и приводом либо только на передние колеса, либо на все колеса. Цены начинались от $29670, что было выше стоимости седана Accord (который начинался от $23000).
Кросстур являлся конкурентом Toyota Venza, универсала, выпускавшегося на базе многолетнего конкурента Accord, Toyota Camry. И как Venza, который должен был заменить универсал Camry, Кросстур пришел на смену универсалу Accord.
В 2012 модельном году, Honda убрала приставку «Accord», и модель стала называться просто «Crosstour». Тогда же была изменена решетка радиатора. Рядный четырёхцилиндровый двигатель для моделей с передним приводом начал выпускаться в конце 2011 года и поступит в продажу в начале 2012 года.
Кросстур продавался в США, Канаде, Мексике, Китае, в странах Ближнего Востока, Юго-Восточной Азии и России. В Китае автомобиль собирается и продается компанией GAC-Honda с октября 2010 года.

## Обновление
В 2013 модельном году Honda обновила Кросстур. Концепт-кар Crosstour был представлен на Нью-Йоркском международном автосалоне в апреле 2012 года. Обновленный Кросстур поступил в продажу с 20 ноября с уменьшенной ценой на $500 одновременно с увеличением базового оснащения. Интерьер был изменен, появился более мощный и экономичный двигатель V6 в сочетании с 6-ступенчатой автоматической коробкой передач, заменивших предыдущий V6 и 5-ступенчатый автомат. Экономия топлива была улучшена, и составила 11,8/7,8/10,2 литров на 100 километров (город/шоссе/смешанный) для переднеприводных моделей и 12,4/8,4/10,7 литров на 100 километров для полноприводных моделей. Внутри водительское сиденье получило 10-диапазонную электрическую регулировку, в стандарт вошло автоматическое затемнение зеркала заднего вида.

## Конец выпуска
8 апреля 2015 года Honda объявила о прекращении производства модели Кросстур в конце 2015 модельного года из-за низких продаж. Последний автомобиль вышел с завода 31 августа 2015 года. Еще одним фактором в решении Honda является необходимость в освобождении места на производственной линии для выпуска моделей CR-V, Acura RDX, а также Acura MDX в 2017 году.

## Безопасность
Модель 2013 года была доступна с системами предупреждения о лобовом столкновении и о сходе с полосы. Резервная камера заднего вида была стандартной на всех моделях 2012 года, более сложная камера заднего вида с широким углом обзора была опциональной. В 2013 году появилась также камера (кроме базовой комплектации EX), устанавливаемая на стороне пассажира, на зеркале.

### IIHS

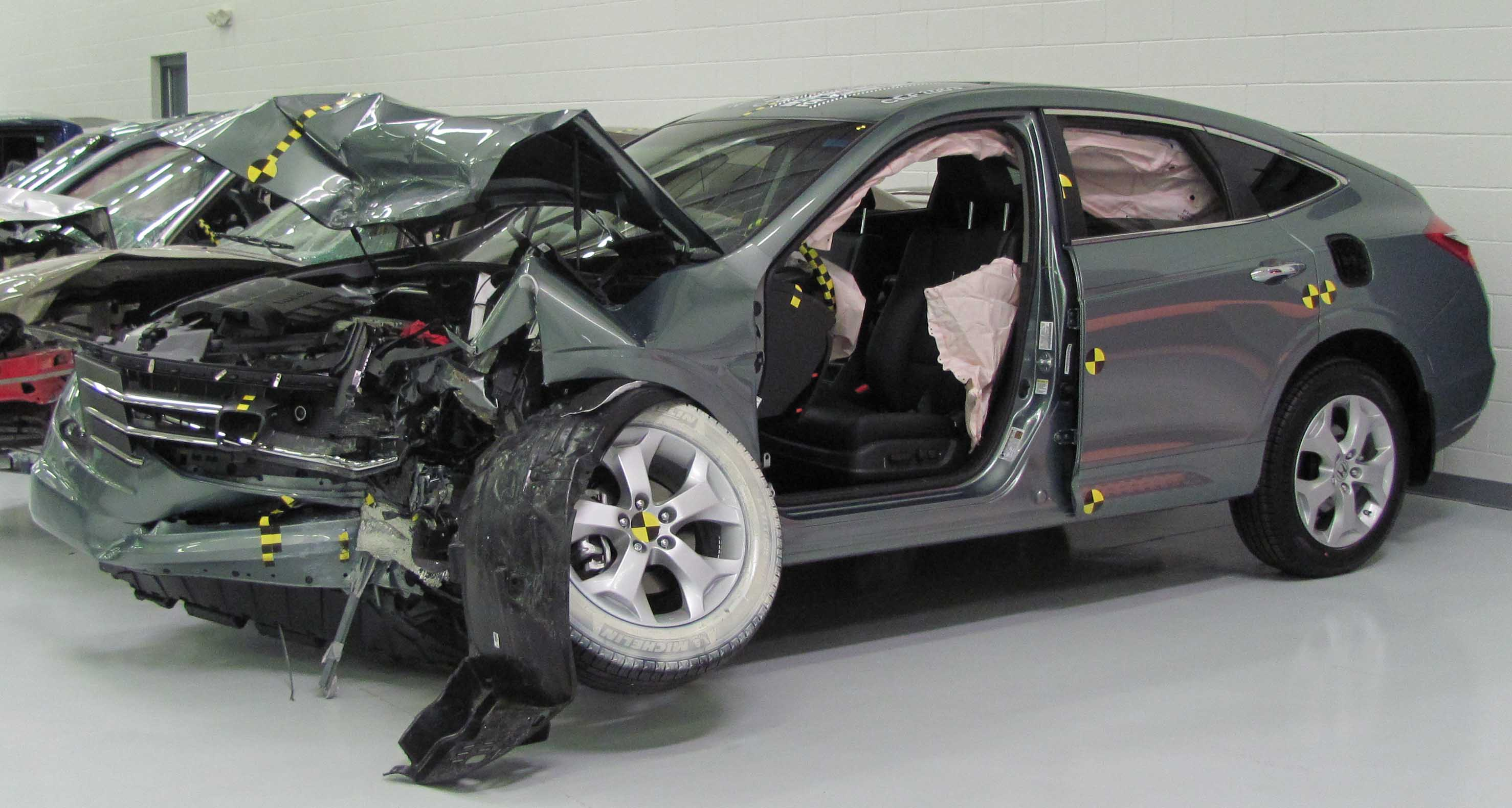
Краш-тест Accord Crosstour EX-L, проводившийся Страховым институтом дорожной безопасности (IIHS)

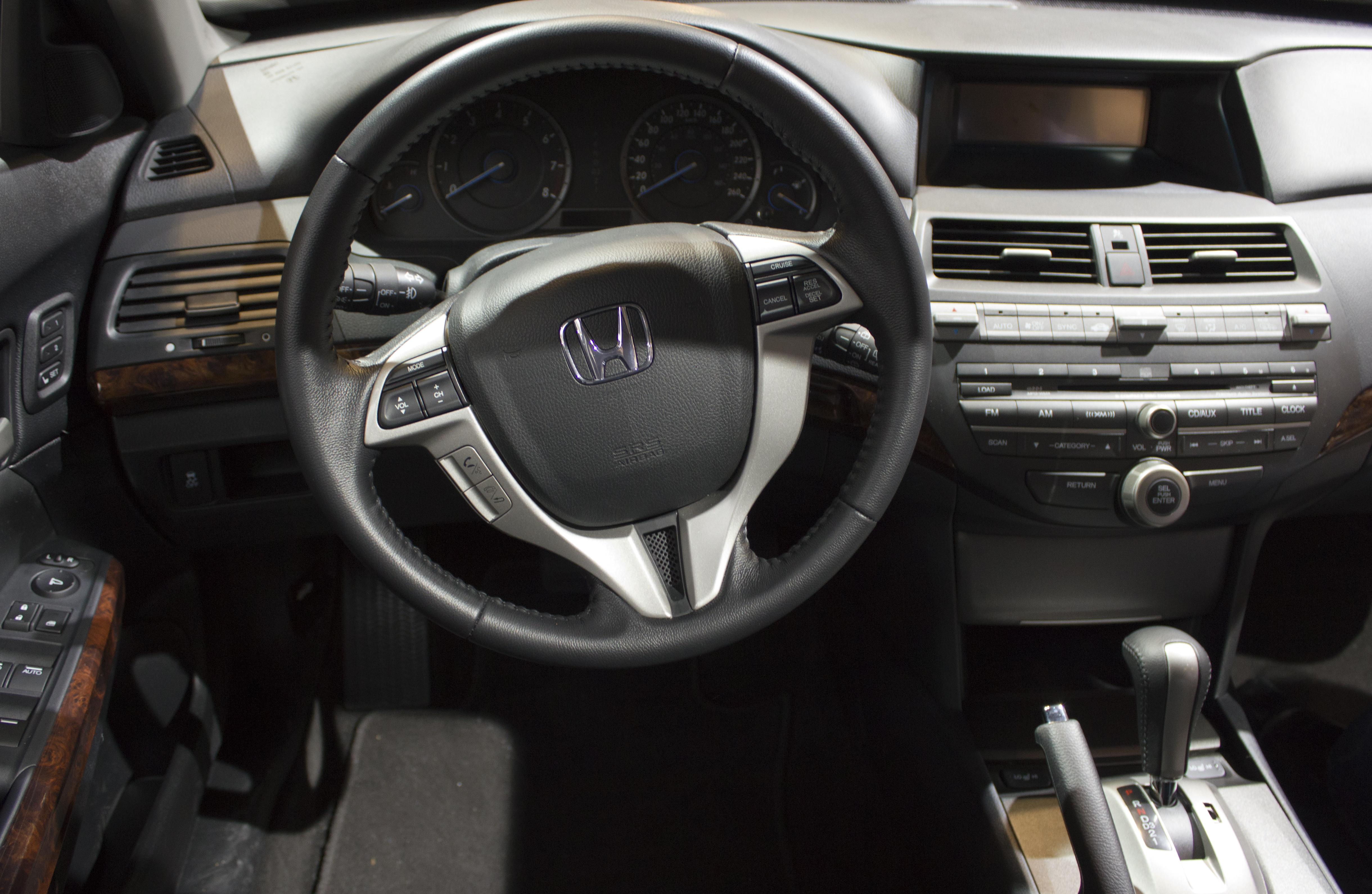
Место водителя (2011, Канада)

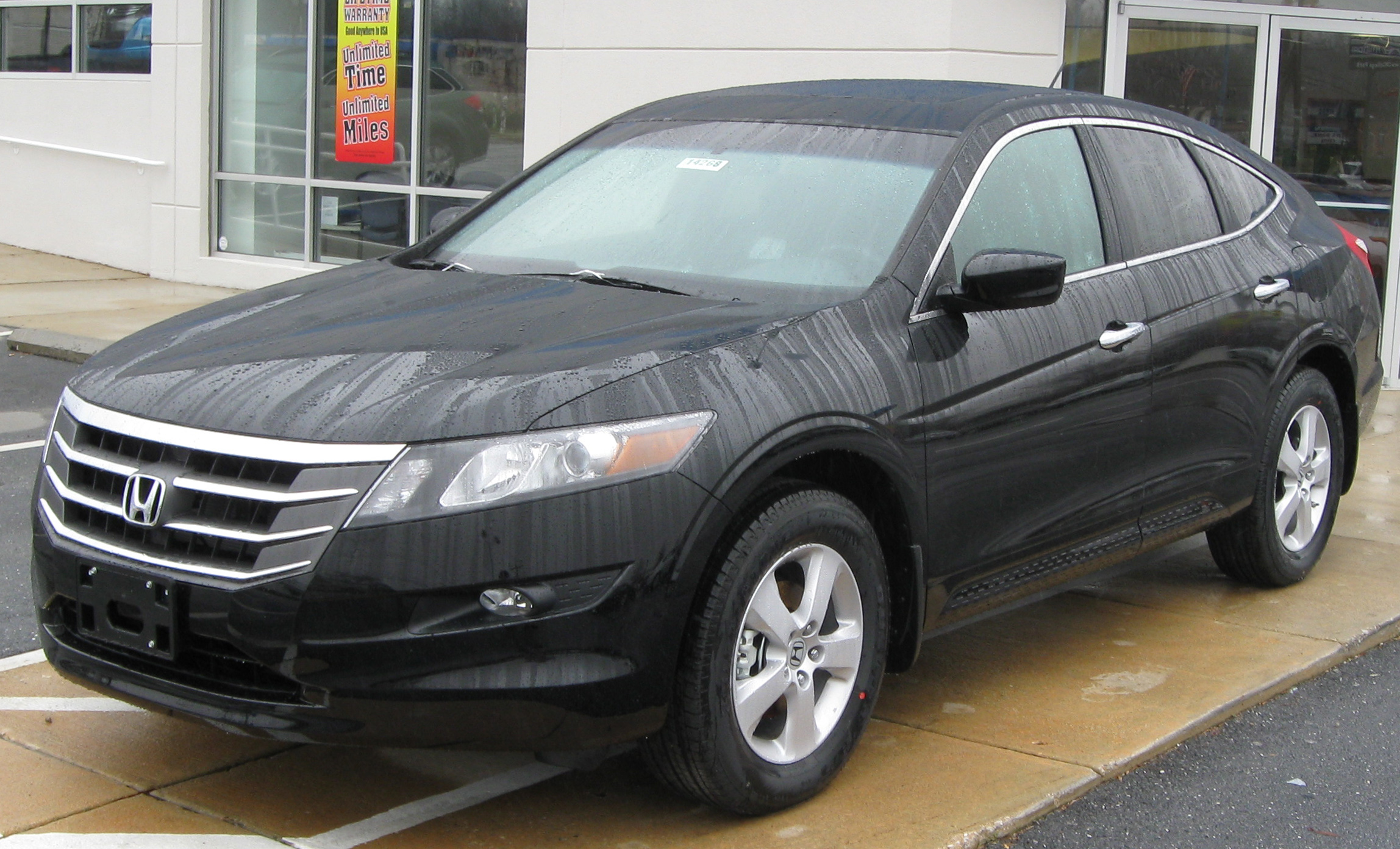
Honda Accord Crosstour (2009, США)

| IIHS                                            | IIHS |
| ----------------------------------------------- | ---- |
| Фронтальный удар с 40%-м перекрытием            | G    |
| Боковой удар                                    | G    |
| Прочность крыши                                 | G    |
| Подголовники и сиденья                          | G    |
| Протестированная модель: Honda Crosstour (2012) |      |

### NHTSA
| Фронтальный удар (водитель):   | 5 из 5 звёзд · 5 из 5 звёзд · 5 из 5 звёзд · 5 из 5 звёзд · 5 из 5 звёзд |
| Фронтальный удар (пассажир):   | 5 из 5 звёзд · 5 из 5 звёзд · 5 из 5 звёзд · 5 из 5 звёзд · 5 из 5 звёзд |
| Удар сбоку (водитель):         | 5 из 5 звёзд · 5 из 5 звёзд · 5 из 5 звёзд · 5 из 5 звёзд · 5 из 5 звёзд |
| Удар сбоку (пассажир):         | 5 из 5 звёзд · 5 из 5 звёзд · 5 из 5 звёзд · 5 из 5 звёзд · 5 из 5 звёзд |
| Удар сбоку (задние пассажиры): | 5 из 5 звёзд · 5 из 5 звёзд · 5 из 5 звёзд · 5 из 5 звёзд · 5 из 5 звёзд |
| Переворот (передний привод):   | / 12.7 %                                                                 |
| Переворот (полный привод):     | / 11.8 %                                                                 |

## Продажи
| Календарный год | Продажи в США | Продажи в России |
| --------------- | ------------- | ---------------- |
| 2009            | 2 564         |                  |
| 2010            | 28 851        |                  |
| 2011            | 17 974        |                  |
| 2012            | 20 848        |                  |
| 2013            | 16 847        |                  |
| 2014            | 11 802        | 2 300            |
| 2015            | 9 104         |                  |